# James Boswell

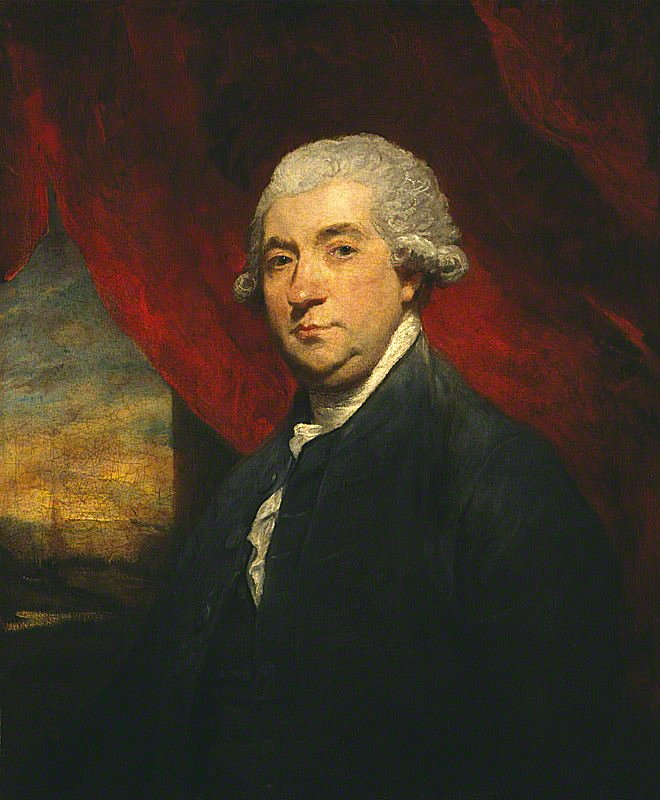
James Boswell door Joshua Reynolds 1785 National Portrait Gallery.

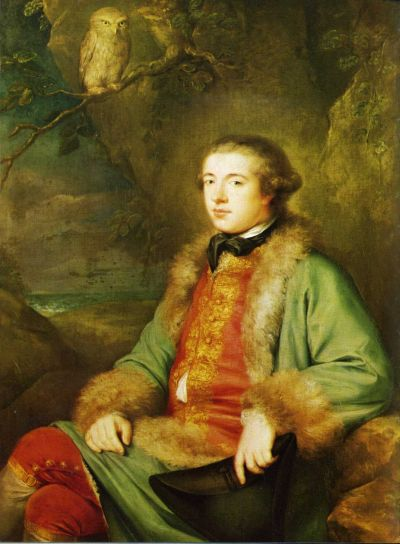
James Boswell door George Willison in Rome 1765 National Gallery of Scotland.

James Boswell, 9de Laird van Auchinleck (Edinburgh, 29 oktober 1740 - Londen, 19 mei 1795) was een Schotse advocaat en schrijver, die tegenwoordig vooral bekend is gebleven door zijn biografie en meesterwerk The Life of Samuel Johnson.

## Biografie
James Boswell, de oudste zoon van Alexander Boswell, 8ste Lord Auchinleck, een rechter aan het Schotse Hooggerechtshof, studeerde in Edinburgh, Glasgow en Utrecht. (Zijn overgrootmoeder was een zuster van Cornelis van Aerssen van Sommelsdijck). Als student verdiepte hij zich in het theaterleven, vrouwen, het leger en religie. Al vroeg schreef hij gedichten en toneelstukken. In Londen (1763) maakte hij kennis met Samuel Johnson; spoedig ontstond een warme vriendschap tussen hen.
In Utrecht gedurende zijn studie Rechten bij professor Trotz aan de Universiteit Utrecht 1763-1764, ontmoette hij vaak Belle van Zuylen en werd verliefd op haar. Boswell ging in 1764 op Grand tour naar Duitsland, Zwitserland, Italië, Corsica, Frankrijk en ontmoette er Voltaire met een aanbevelingsbrief van Constant d'Hermenches, Jean-Jacques Rousseau, John Wilkes en Pasquale Paoli, de voorvechter van het nationalisme op Corsica. Boswell beschrijft het eiland in zijn boek als een natuurlijk paradijs, en Paoli in zijn strijd tegen tirannie als een mythische held. In Parijs ontmoette hij de broer van Belle van Zuylen. De dag erop stuurde hij een voorwaardelijk huwelijksaanzoek aan haar vader, dat geweigerd werd - door haar vader, maar ook door zijn eigen vader. Omdat zijn moeder overleden was, moest hij weer naar huis.
Na zijn terugkeer in Schotland slaagde hij voor zijn examen als advocaat. De publicatie van het boek An Account of Corsica twee jaar later maakte hem beroemd. Na in 1769 gehuwd te zijn met zijn nicht Margaret Montgomery, maakte hij in 1773 de bekende reis naar de Hebriden met Dr. Johnson, beschreven in Journal of a Tour to the Hebrides (1785). Na de dood van zijn vrouw in 1789 raakte hij aan de drank. Door geldnood gedwongen - een tweede huis in Londen, sociaal leven in clubs, dure opvoeding van zijn kinderen - schreef hij in 1791 The Life of Samuel Johnson. In dat jaar werd hij secretaris van Royal Academy, een baan die hem in de gelegenheid stelde zijn dure sociale leven voort te zetten.

## Werken
- Dorando, a Spanish Tale (1767, anoniem)
- An Account of Corsica, The Journal of a Tour to That Island, and Memoirs of Pascal Paoli (1768) Account of Corsica, 1768

Account of Corsica, 1768

- The Hypochondriack (1777-1783, maandelijkse reeks in The London Magazine)
- A Journal of a Tour to the Hebrides (1773)
- The Life of Samuel Johnson (1791, herdrukt in Everyman's Library)
- No Abolition of Slavery (1791) (gedicht)

## Gepubliceerde dagboeken
- London Journal/Boswell's London Journal, 1762-1763
- Boswell in Holland, 1763-1764, including his correspondence with Belle de Zuylen (ZeÌlide)
- Boswell on the Grand Tour: Germany and Switzerland, 1764
- Boswell on the Grand Tour: Italy, Corsica, and France, 1765-1766
- Boswell in Search of a Wife, 1766-1769
- Boswell for the Defence, 1769-1774
- Boswell: the Ominous Years, 1774-1776
- Boswell in Extremes, 1776-1778
- Boswell: Laird of Auchinleck 1778-1782
- Boswell, the Applause of the Jury, 1782-1785
- Boswell, the English Experiment, 1785-1789
- Boswell: The Great Biographer, 1789-1795